# El intermedio
El intermedio es un programa de televisión de carácter satírico en España, producido por Globomedia y emitido en La Sexta. Es una creación de Miguel Sánchez Romero, cerebro de numerosos formatos televisivos de éxito, como El club de la comedia, Noche Hache o 59 segundos.
El programa es presentado desde sus inicios por El Gran Wyoming. Su equipo de producción está formado por más de 40 personas. Es el único programa de La Sexta que continúa en emisión desde los inicios de la cadena.
La canción de la cabecera, titulada Give me a break, fue compuesta especialmente para el programa por el músico Juan Carlos Cuello y producida por Sound Garden Producciones.

## Historia
Se estrenó el 30 de marzo de 2006 en La Sexta, siendo actualmente el programa más longevo de la cadena. Se trata de un espacio de actualidad en clave de humor que comenzó siendo semanal -de dos horas de duración- y más tarde pasó a emitirse de lunes a jueves -durante una hora-.
En la primera temporada (primavera de 2006), como programa semanal grabado, tuvo como colaboradores a Javier Cansado, Juan Luis Galiardo y Jimmy Barnatán. Desde la temporada 2006-2007, ya como programa diario en directo, El Gran Wyoming estuvo acompañado en las labores de presentación por Beatriz Montañez, Thais Villas, Yolanda Ramos, Cristina Peña y Usun Yoon.
En septiembre de 2008, Yolanda Ramos y Cristina Peña abandonaron el programa y se incorporaron dos nuevos rostros, África Luca de Tena y la argentina Lara Ruiz. Además el programa amplió sus días de emisión a la noche de los viernes. Al principio, en esa jornada el espacio era conducido por Pablo Carbonell. En febrero de 2009 se incorporó Juanra Bonet (que había sido copresentador de CQC meses antes, cuando se retiró el programa de la parrilla de cadena) en sustitución de Pablo Carbonell.
En septiembre de 2009, a punto de empezar la nueva temporada, se confirma que Lara Ruiz y África Luca de Tena abandonan el programa y en su sustitución se incorpora Tania Llasera como nueva reportera. El 21 de octubre de 2009, el programa empezó a emitir en 16:9. El 3 de diciembre de 2009, Andreu Buenafuente y El Gran Wyoming intercambiaron sus programas por un día, presentando Buenafuente el programa de Wyoming y viceversa. El 17 de febrero de 2010 se hizo pública la noticia de que Tania Llasera abandonaba el programa tras haber fichada por Telecinco. En marzo de ese mismo año se suspende la edición de los viernes del programa y en su lugar, La Sexta comienza a emitir películas. Juanra Bonet deja el programa en ese momento.
El 1 de septiembre de 2010, el programa comienza su nueva temporada estrenando nuevo plató y fichando a Fernando González «Gonzo» como nuevo colaborador.
El 29 de agosto de 2011 se estrena la quinta temporada, con la incorporación de Dani Mateo como nuevo colaborador. El 21 de diciembre de 2011, Beatriz Montañez abandona el programa y Sandra Sabatés la sustituye desde el 9 de enero de 2012.
El 27 de junio de 2013, Usun Yoon se despide del programa tras siete temporadas para centrarse en su carrera como actriz.
En febrero de 2014 se incorpora el humorista Joaquín Reyes, para realizar sus características parodias a personajes de la actualidad política española.
El 9 de noviembre de 2016, Guillermo Fesser se incorpora al programa, realizando colaboraciones habituales con el programa desde Estados Unidos, coincidiendo con la victoria de Donald Trump en las elecciones presidenciales de ese país.
En 2023 el programa extendió sus emisiones por primera vez el mes de julio, con motivo de las elecciones generales, siendo presentado por Dani Mateo en sustitución de El Gran Wyoming, contando con el humorista Héctor de Miguel como colaborador especial.

## Contenido
La estructura del programa es simple: al comienzo del programa, El Gran Wyoming pronuncia la frase de apertura:

Ya conocen las noticias. Ahora, les contaremos la verdad.

Tras esta frase, aparece la cabecera del programa y acto seguido, Sandra Sabatés comienza con la actualidad del día. En el caso de los colaboradores, normalmente aparece Dani Mateo en primer lugar, apareciendo Andrea Ropero al final (aunque este orden no es siempre así). Tras esto, Wyoming pronuncia la frase de despedida (Mañana más, pero no mejor, porque es imposible. Aquí, en El intermedio). Finalmente, transcurren los créditos del programa en los qué suelen aparecer videos manipulados y finalmente el copyright. En el programa no solo se narra lo ocurrido, sino cómo lo han contado los demás medios de comunicación. Tienen cabida, por tanto, los grandes temas de la actualidad semanal, ofreciendo también a la audiencia una mirada selectiva hacia otros asuntos que, sin tener una abrumadora presencia en los medios, resultan interesantes. Todo el contenido está relacionado con el universo mediático. Por ello, en El intermedio se cuenta también la interrelación entre los diversos grupos, sus filias, sus fobias, sus guerras internas, etc.
El Gran Wyoming también habla acerca de los zapeo y sobre los errores de algunos reportajes que se encuentran en los medios. Desde el primer programa de 2011, la estructura del programa cambia y empieza con la sección La actualidad en 1 minuto, en la que se repasa la actualidad del día en poco más de un minuto.
Desde la temporada 2013-2014, la sección La actualidad en 1 minuto es sustituida por un repaso a las principales noticias sin un tiempo concreto, y en ella se intercalan los colaboradores, siendo la sección de Thais Villas (entrevistas) la que aparece en último lugar.

## Equipo

### Presentadores
Presentador titular
     Copresentadora
     Presentador de los viernes
     Presentador International Edition
     Presentador sustituto
| Presentadores      | Información                    |      |      |      |      |      |      |      |      |      |      |      |      |      |      |      |      |      |      |      |
| Presentadores      | Información                    | 2006 | 2007 | 2008 | 2009 | 2010 | 2011 | 2012 | 2013 | 2014 | 2015 | 2016 | 2017 | 2018 | 2019 | 2020 | 2021 | 2022 | 2023 | 2024 |
| ------------------ | ------------------------------ | ---- | ---- | ---- | ---- | ---- | ---- | ---- | ---- | ---- | ---- | ---- | ---- | ---- | ---- | ---- | ---- | ---- | ---- | ---- |
| El Gran Wyoming    | Cómico y presentador           |      |      |      |      |      |      |      |      |      |      |      |      |      |      |      |      |      |      |      |
| Beatriz Montañez   | Periodista y presentadora      |      |      |      |      |      |      |      |      |      |      |      |      |      |      |      |      |      |      |      |
| Sandra Sabatés     | Periodista y presentadora      |      |      |      |      |      |      |      |      |      |      |      |      |      |      |      |      |      |      |      |
| Pablo Carbonell    | Cantante, actor y humorista    |      |      |      |      |      |      |      |      |      |      |      |      |      |      |      |      |      |      |      |
| Juanra Bonet       | Presentador                    |      |      |      |      |      |      |      |      |      |      |      |      |      |      |      |      |      |      |      |
| Andreu Buenafuente | Actor, humorista y presentador |      |      |      |      |      |      |      |      |      |      |      |      |      |      |      |      |      |      |      |
| Dani Mateo         | Humorista y actor              |      |      |      |      |      |      |      |      |      |      |      |      |      |      |      |      |      |      |      |

### Colaboradores actuales
| Colaboradores    | Información            |      |      |      |      |      |      |      |      |      |      |      |      |      |      |      |      |      |      |      |  |
| Colaboradores    | Información            | 2006 | 2007 | 2008 | 2009 | 2010 | 2011 | 2012 | 2013 | 2014 | 2015 | 2016 | 2017 | 2018 | 2019 | 2020 | 2021 | 2022 | 2023 | 2024 |  |
| ---------------- | ---------------------- | ---- | ---- | ---- | ---- | ---- | ---- | ---- | ---- | ---- | ---- | ---- | ---- | ---- | ---- | ---- | ---- | ---- | ---- | ---- |  |
| Thais Villas     | Periodista             |      |      |      |      |      |      |      |      |      |      |      |      |      |      |      |      |      |      |      |  |
| Dani Mateo       | Humorista              |      |      |      |      |      |      |      |      |      |      |      |      |      |      |      |      |      |      |      |  |
| Joaquín Reyes    | Humorista y actor      |      |      |      |      |      |      |      |      |      |      |      |      |      |      |      |      |      |      |      |  |
| Guillermo Fesser | Periodista             |      |      |      |      |      |      |      |      |      |      |      |      |      |      |      |      |      |      |      |  |
| Andrea Ropero    | Periodista             |      |      |      |      |      |      |      |      |      |      |      |      |      |      |      |      |      |      |      |  |
| Cristina Gallego | Humorista y actriz     |      |      |      |      |      |      |      |      |      |      |      |      |      |      |      |      |      |      |      |  |
| Raúl Pérez       | Cómico e imitador      |      |      |      |      |      |      |      |      |      |      |      |      |      |      |      |      |      |      |      |  |
| Isma Juárez      | Reportero              |      |      |      |      |      |      |      |      |      |      |      |      |      |      |      |      |      |      |      |  |
| Mikel Herrán     | Divulgador de Historia |      |      |      |      |      |      |      |      |      |      |      |      |      |      |      |      |      |      |      |  |
| Inés Rodríguez   | Logopeda               |      |      |      |      |      |      |      |      |      |      |      |      |      |      |      |      |      |      |      |  |

### Colaboradores antiguos
| Colaboradores       | Información                         |      |      |      |      |      |      |      |      |      |      |      |      |      |      |      |      |      |      |      |
| Colaboradores       | Información                         | 2006 | 2007 | 2008 | 2009 | 2010 | 2011 | 2012 | 2013 | 2014 | 2015 | 2016 | 2017 | 2018 | 2019 | 2020 | 2021 | 2022 | 2023 | 2024 |
| ------------------- | ----------------------------------- | ---- | ---- | ---- | ---- | ---- | ---- | ---- | ---- | ---- | ---- | ---- | ---- | ---- | ---- | ---- | ---- | ---- | ---- | ---- |
| Usun Yoon           | Actriz, modelo y presentadora       |      |      |      |      |      |      |      |      |      |      |      |      |      |      |      |      |      |      |      |
| Yolanda Ramos       | Actriz, presentadora y humorista    |      |      |      |      |      |      |      |      |      |      |      |      |      |      |      |      |      |      |      |
| Cristina Peña       | Actriz                              |      |      |      |      |      |      |      |      |      |      |      |      |      |      |      |      |      |      |      |
| Lara Ruiz           | Actriz y colaboradora               |      |      |      |      |      |      |      |      |      |      |      |      |      |      |      |      |      |      |      |
| África Luca de Tena | Actriz                              |      |      |      |      |      |      |      |      |      |      |      |      |      |      |      |      |      |      |      |
| Tania Llasera       | Actriz y presentadora               |      |      |      |      |      |      |      |      |      |      |      |      |      |      |      |      |      |      |      |
| Gonzo               | Periodista, presentador y reportero |      |      |      |      |      |      |      |      |      |      |      |      |      |      |      |      |      |      |      |
| Manuel Burque       | Actor, guionista y cómico           |      |      |      |      |      |      |      |      |      |      |      |      |      |      |      |      |      |      |      |
| Jianyang Huang      | Colaborador                         |      |      |      |      |      |      |      |      |      |      |      |      |      |      |      |      |      |      |      |
| Iván Lagarto        | Youtuber, compositor y DJ           |      |      |      |      |      |      |      |      |      |      |      |      |      |      |      |      |      |      |      |
| Álvaro Carmona      | Cómico                              |      |      |      |      |      |      |      |      |      |      |      |      |      |      |      |      |      |      |      |
| Santi Villas        | Colaborador                         |      |      |      |      |      |      |      |      |      |      |      |      |      |      |      |      |      |      |      |
| Jorge Ponce         | Cómico, guionista y colaborador     |      |      |      |      |      |      |      |      |      |      |      |      |      |      |      |      |      |      |      |
| Pablo Ibarburu      | Actor y cómico                      |      |      |      |      |      |      |      |      |      |      |      |      |      |      |      |      |      |      |      |
| Sara Escudero       | Actriz, cómica y presentadora       |      |      |      |      |      |      |      |      |      |      |      |      |      |      |      |      |      |      |      |
| David Pareja        | Cómico                              |      |      |      |      |      |      |      |      |      |      |      |      |      |      |      |      |      |      |      |
| Erik Harley         | Arquitecto                          |      |      |      |      |      |      |      |      |      |      |      |      |      |      |      |      |      |      |      |
| Francisco Vera      | Activista climático                 |      |      |      |      |      |      |      |      |      |      |      |      |      |      |      |      |      |      |      |
| Héctor de Miguel    | Humorista y presentador             |      |      |      |      |      |      |      |      |      |      |      |      |      |      |      |      |      |      |      |
| María Avizanda      | Periodista                          |      |      |      |      |      |      |      |      |      |      |      |      |      |      |      |      |      |      |      |
| Mikel Ayestaran     | Periodista                          |      |      |      |      |      |      |      |      |      |      |      |      |      |      |      |      |      |      |      |
| Lamine Thior        | Cómico                              |      |      |      |      |      |      |      |      |      |      |      |      |      |      |      |      |      |      |      |
| Carmen Huidobro     | Divulgadora climática               |      |      |      |      |      |      |      |      |      |      |      |      |      |      |      |      |      |      |      |
| Belén Hinojar       | Divulgadora climática               |      |      |      |      |      |      |      |      |      |      |      |      |      |      |      |      |      |      |      |

## Secciones

### Actuales

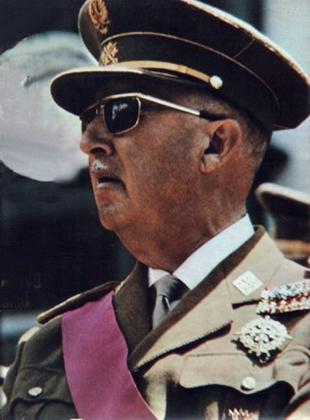
El muñeco Franco parodia al dictador mostrando un aspecto como el que tiene en esta fotografía.

- El montacargos: Especie de "sitcom" en la cual aparecen diferentes miembros de la clase política.
- Cristina Gallego: La cómica Cristina Gallego parodia a personajes destacados de la sociedad española.
- Zanguangos: Joaquín Reyes parodia a personajes destacados de la actualidad política española (como Pablo Iglesias, Esperanza Aguirre, Jordi Pujol...), con su clásico estilo manchego.
- A lo Ropero: Andrea Ropero se encarga de ir como reportera a acontecimientos políticos, para hacerles a éstos preguntas incómodas que ningún otro medio se atreve a hacer. Además la colaboradora viaja a algunos países qué están en crisis humanitaria, mostrando reportajes como por ejemplo, sobre la situación de los refugiados.
- Baño de realidad: Siempre ocurre tras Andrea Ropero. Ropero revisa Twitter y le pide explicaciones a Wyoming sobre un error que cometieron en programas anteriores.
- El pico de la mesa: Reflexiones sobre la actualidad que Wyoming hace desde el pico de la mesa. Esporádicamente, Sandra Sabatés también acude al pico de la mesa.
- Thais Villas: Entrevistas con variados invitados: famosos o transeúntes; generalmente en la calle o en un sitio relacionado con la vida del entrevistado.
- Imbatible Dani Mateo: Intervenciones de Dani Mateo en el plató, generalmente con la participación de Wyoming. También repasa las redes sociales.
- Vídeos manipulados: Aunque no sea una sección en sí, entre sección y sección o al cambiar de tema, se introducen vídeos manipulados. Algunos vídeos recurrentes han sido:
  - Aznar en tiempos revueltos: El vídeo se basa en una entrevista de Veo Televisión a José María Aznar en la que habla de la situación de España cuando llegó al Gobierno en 1996. En el vídeo manipulado, un personaje famoso sustituye al entrevistador, intercambiando bromas con Aznar.
  - Canciones de Rajoy: El vídeo está formado por cortes de Mariano Rajoy en el debate electoral de 2008, cantando la letra de canciones populares.
  - ¿Has mantenido relaciones sexuales con...?: Una voz en off pregunta a la persona mostrada en el vídeo (habitualmente un político) si ha mantenido relaciones sexuales con otros hombres, seguido de una sorprendente respuesta del entrevistado.
  - Aznar en inglés: Burlas con la forma como el expresidente habla en inglés, en diferentes situaciones. Tras los sucesos de la Candidatura de Madrid a los Juegos Olímpicos de 2020, donde su esposa Ana Botella, exalcadesa de la capital española, habla en inglés y torna popular la expresión "relaxing cup of café con leche", su presencia en los vídeos manipulados también es recurrente.
    - Los videos van cambiando según la actualidad, pero el hilo sigue siendo el mismo, el humor.
- La voz de la calle: Ocasionalmente el programa realiza encuestas sobre actualidad a pie de calle.
- Mujer tenía que ser: Sandra Sabatés entrevista a una mujer que ha sido o es motivo de superación.
- Páginas salmonete: El Gran Wyoming y Sandra Sabatés presentan un espacio de actualidad financiera, en el que aparecen en la parte inferior empresas ficticias con nombres cómicos.
- Aznarito y Felipón: El Gran Wyoming y Dani Mateo parodian a Felipe González y Aznar respectivamente utilizando la tecnología deep fake implementada por Alejandro Pérez para sustituir sus caras. Se trata a su vez de una parodia de Faemino y Cansado en el sketch Arroyito y Pozuelón.
- La isla de los perdidos: El Gran Wyoming, Dani Mateo y Cristina Gallego parodian utilizando la tecnología deep fake implementada por Alejandro Pérez para sustituir sus caras a expolíticos exiliados en una isla desierta.
- Hablando se enciende la gente: Thais Villas sale a la calle a preguntar a la gente su opinión sobre temas de actualidad.
- Barrio rico, barrio obrero: Thais Villas recorre barrios de distinto poder adquisitivo para entrevistar a sus vecinos acerca de determinados temas para establecer una comparación.
- Estirando el cliché: Thais Villas coge a un viandante al azar para concursar, debiendo hallar este a una persona que crea que realiza una determinada acción que ella le plantee, recibiendo 15 € de premio si acierta en las tres rondas del concurso o la posibilidad de un regalo misterioso. Existe una variante en épocas electorales bajo el nombre de Lo vota no lo vota debiendo encontrar a personas que voten o no a determinados partidos políticos.
- OK Boomer: Thais Villas entrevista a jóvenes emergentes del panorama nacional.
- Goles son señores / Carrusel machirulo: Sandra Sabatés y Cristina Gallego repasan las últimas machistadas como si de dos comentaristas de fútbol se tratasen.
- On fire: Las divulgadoras y activistas climáticas Belén Hinojar y Carla Huidobro exponen los últimos avances de la crisis climática en clave humorística.
- Un país en la riñonera: Isma Juárez recorre los pueblos de la España vaciada.
- Low Cost Planet: Isma Juárez visita países "sin salir de casa".
- Isma y la Tierra: Isma Juárez se acerca a la naturaleza con la colaboración de ONGs como SEO/BirdLife.
- Reportajes con Isma Juárez: El cómico sale a la calle a realizar reportajes.
- Las nuevas andanzas de Pedro, el Bello: Wyoming y su 'lazarillo' Dani Mateo repasan en verso las aventuras y desventuras políticas de Pedro Sánchez.
- Iglesia Aznariana: El Gran Wyoming y Dani Mateo se convierten en el 'papa Wyoming' y el 'monaguillo Mateo' para leer la palabra de su dios Aznar.
- Cómo están las máquinas: El Gran Wyoming y Dani Mateo recurren a Cristina 'Gallebot' para repasar las últimas noticias del ámbito científico.
- Microrracismos: Lamine Thior detecta y comenta microrracismos que se encuentra en la vida cotidiana.
- Ultrainformada: Cristina Gallego se informa únicamente en medios de "extremocentro" para analizar en profundidad temas polémicos que dividen a los partidos y realizar su particular e irónico análisis.

### Antiguas
- Cañas y barra: Thais Villas va a algún bar con una persona famosa a hacerle una entrevista.
- Sabáticos: Sección semanal donde dos jóvenes españoles, Pedro y Pablo, del blog Sabaticos.com, hartos de la crisis en España, viajan a tres países (India, Brasil y Japón), con el objetivo principal de dar a conocer la cultura y costumbres, forma de vida e instituciones de España; como la gastronomía, el fútbol o la Guardia Civil.
- Las andadas de Usun Yoon: Usun Yoon entrevista en la calle y en actos multitudinarios.
- El experimento: Una reportera sale a la calle a hacer bromas a la gente para comprobar su reacción. Los experimentos van cambiando, pero se hacen varias entregas de uno mismo; por ejemplo, unos experimentos fueron Destructoras o Qué será lo que quiere el negro.
- Amigos: Los invitados interpretan un pequeño papel en el programa.
- ¡Que viva España!: Thais Villas sale a la calle para preguntar sobre diferentes temas a los inmigrantes que viven en España.
- Seven Apps: Dani Mateo presenta las aplicaciones para teléfonos inteligentes más raras y las inventadas por el programa. Inicialmente llamada Apps de mierda.
- Animales hijos de p...: en esta sección presentada inicialmente por Yolanda Ramos y después por África Luca de Tena, se muestran fragmentos de reportajes sobre animales peligrosos. Desde el 23 de enero de 2012 y hasta su finalización esta sección está conducida por Dani Mateo.
- Franco: Una marioneta de guiñol caricaturiza al dictador Francisco Franco, habitualmente para hacer comentarios sobre noticias o acompañar a invitados.
- Troche y Moche: Dos marionetas con forma de hormigas de color naranja, parodias de Trancas y Barrancas, las mascotas de El hormiguero, actúan en un teatro de guiñol con el muñeco Franco.
- Economía para guapos: en esta sección que tiene como embajador a Rafa Martín, una joven estrella del fitness en YouTube, opina de la mano de El Gran Wyoming y Dani Mateo, sobre la actualidad ligada al mundo de la imagen con el objetivo de que los guapos y guapas de España comprendan mejor la economía del país desde un prisma jamás en televisión.
- Teología para guapos: sección de formato similar a Economía para guapos, donde Rafa Martín opina sobre la actualidad teológica tratando y exponiendo de manera única sus entresijos para hacerla más comprensible a los guapos y guapas de España.
- La Hoz: Parodiando al talent show La Voz, El Gran Wyoming es el jurado de un certamen que busca a un nuevo portavoz para la izquierda española.
- Reportera Low cost: Usun Yoon viaja por ciudades de Europa para preguntar a ciudadanos de los diferentes países sobre temas relativos a España y su actualidad. El requisito es que el viaje lo tenía que hacer en una compañía low cost.
- La actualidad en un minuto: El Gran Wyoming y Beatriz Montañez repasan la actualidad rápidamente, mostrando imágenes editadas. Realmente siempre tardan algo más de 1 minuto.
- Lo que España vota va a misa: encuesta en la que se pregunta a la audiencia (la cual podía contestar mediante SMS) sobre un tema de actualidad, dando dos opciones con tono humorístico.
- Beni: un muñeco de Elmo (de la serie de televisión Sesame Street) manejado por El Gran Wyoming se ríe de las noticias.
- Aborto libre: la primera mascota del programa, el lince Aborto libre, siempre entra para molestar a Wyoming y a Beatriz o para hacer alguna soez.
- Thais Villas en acción (También Villas People): Thais Villas sale a la calle a realizar preguntas a personajes famosos, políticos o a ciudadanos.
- Todo sobre mi madre: en esta sección los telespectadores envían preguntas a El Gran Wyoming y este les responde desde el programa.
- Tania Llasera: Tania Llasera denuncia las injusticias que se cometen en España.
- Sex Home: Tania Llasera sale a la calle para que la gente contase en qué sitios de su casa ha hecho el amor.
- Milagros: la perra de raza Carlino de Tania Llasera muestra sus habilidades.
- Yo te llevo: Thais Villas lleva a diferentes famosos en limusina como los Estopa, Willy Toledo o Fernando Trueba. La sintonía de esta sección es Hit the Road Jack de Ray Charles.
- Mi país en la mochila: Usun Yoon recorre diferentes pueblos de la geografía española, emulando al mítico programa de RTVE, Un país en la mochila de José Antonio Labordeta.
- Trata de arrancarlo, Usun: una sección protagonizada por Usun Yoon, donde esta se inscribe para sacarse el carné de conducir, cosa que finalmente consiguió.
- Expediente Iker: Beatriz Montañez satiriza el programa Cuarto milenio de Iker Jiménez, emitido por Cuatro. Anteriormente esta sección era presentada por Cristina Peña.
- Un, dos, tres, haga daño otra vez (esporádica): en esta sección, parodia del antiguo concurso de TVE Un, dos, tres... responda otra vez, participa Thais Villas junto con un invitado, y éstos se suelen burlar de Wyoming.
- Tengo una pregunta para usted Sr. Wyoming: parodiando a Tengo una pregunta para usted, los espectadores realizan preguntas a Wyoming esperando sus respuestas.
- El mundo según Google (esporádica): en esta sección se muestran resultados de búsquedas de imágenes en el buscador de noticias que ha dado Beatriz.
- ¿A quién nos ganaremos hoy?: esporádicamente, El Gran Wyoming y Beatriz Montañez muestran las costumbres de otros países, para que los inmigrantes en España vean el programa, como Perú, Rumania, Bolivia o Marruecos.
- El cocinero de Rota: El Gran Wyoming presenta vídeos graciosos o torpes del cocinero José Luis Santamaría. Originalmente esta sección era presentada por África Luca de Tena y después por Tania Llasera.
- El padre sonrisas: son vídeos de Jorge Loring, un sacerdote que a través de la televisión enseña los valores cristianos y de la Biblia en su programa Para salvarte, siempre con unas teorías o una retórica algo agresivas.
- Deontología, cuándo serás mía: En esta sección se repasan los incumplimientos en los medios del código deontológico.
- Butifarras y estrellas: Sección dedicada al repaso de los sucesos relacionados con las elecciones al Parlamento de Cataluña.
- Qué morriña de ikurriña: Sección dedicada a las elecciones de Galicia y País Vasco, que se celebraban simultáneamente.
- House of Jarls: Sección que cubría las elecciones andaluzas. En su cabecera, Chiquito de la Calzada sustituye a Kevin Spacey en su papel de Frank Underwood en la serie House of Cards.
- Actualidad musical: Iván Lagarto y Álvaro Carmona parodian la actualidad y lo transforman en un musical.
- Terra-citas: Thais Villas se sienta en la mesa de una terraza a entrevistar a un famoso.
- Pormishuevismos: Erik Harley informa sobre grandes proyectos de construcción que nunca terminaron con gran inversión.
- El niño y la Tierra: El activista climático Francisco Vera, intenta concienciar sobre las duras consecuencias del cambio climático.
- Servicio público: Thais Villas lleva a un político a hacer cosas cotidianas que les piden los ciudadanos, como lavar el coche.
- El otro barrio: El Gran Wyoming entrevista a personajes fallecidos desde el cielo, todos ellos interpretados por Raúl Pérez que, con la tecnología deep fake implementada por Alejandro Pérez, sustituye su cara por la del entrevistado.

## Gags y sketches

### Actuales
- Portugal y Francia: A menudo, El Gran Wyoming suele hacer referencias a los países vecinos de forma satírica, a menudo evidenciando la similitud entre el trato dado a España por Francia y el dado a Portugal por España.
- Anteriores cadenas: es habitual que Wyoming sea humillado contando su expulsión del resto de cadenas de televisión de España.
- Ajedrez: En ocasiones El Gran Wyoming se incluye a este deporte en sus chistes, describiéndolo como un juego aburrido y monótono.

### Antiguos
- Huevos: Cuando Wyoming quiere evitar pronunciar esta palabra, levanta las manos y al bajarlas, aparecen en la parte inferior de la pantalla dos grandes huevos, haciendo un sonido.
- Hablando en inglés: cuando Beatriz Montañez dice algo en inglés mientras está en su sección, Wyoming suele remedar lo que ha dicho Beatriz, cabreándola un poco.
- Usun es de Utrera: es una broma muy habitual que Usun Yoon aparezca vestida con motivos típicos andaluces afirmando su procedencia andaluza a pesar de sus evidentes rasgos orientales y acento extranjero.
- Presidente Zapatero: es una broma habitual, a raíz de que Federico Jiménez Losantos insinuara que La Sexta formaba parte de la maquinaria de propaganda del PSOE, que cuando alguien se refiere al presidente Zapatero, El Gran Wyoming se ponga en pie y se cuadre al estilo militar mientras se lleva un dedo a la ceja haciendo el popular gesto de la Plataforma de Apoyo a Zapatero.
- Ortega Cano contra el mundo: durante las elecciones generales de 2008, el programa emitió un vídeo en respuesta a la negativa del PP a ofrecer un debate televisado en La Sexta y que consistía en una manipulación que intercalaba segmentos de entrevistas a José Luis Rodríguez Zapatero y Mariano Rajoy con una entrevista al torero, José Ortega Cano en DEC de tal forma que aparentaba una verdadera discusión entre ellos. El vídeo tuvo una buena acogida en internet y el programa pronto hizo más versiones con Pedro Solbes y otros políticos, y, una vez pasadas las elecciones, personajes del espectáculo como Andrés Pajares, Sara Montiel, de series como Quark de Star Trek o Jim Brass de CSI, un profesor de inglés y Bruce Lee entre otros.
- Franco era gay: durante la temporada 2007-2008 era habitual que Cristina Peña, con la colaboración de un vidente profesional, repasara los experimentos realizados por Iker Jiménez en su programa Cuarto milenio, en el transcurso de los cuales trataba de sorprenderle preguntándole a traición si Franco era gay, aunque este respondía siempre que no, que no lo creía, a pesar de las pruebas que Cristina le ofrecía.
- Windows Gaditano: se trataba de una pantalla gigante que respondía con rimas sexuales a cualquier pregunta que se le hiciera, fuera de lo que fuera.
- Totana: es muy habitual que El Gran Wyoming se refiera a esta localidad de Murcia en sus chistes.
- Amores: (en el programa) Juanra está enamorado de Beatriz, y este siempre dice que ve a él y Beatriz como una familia, aunque Beatriz le dice que nunca la formarán. Thais también está enamorada de Wyoming, aunque este no podía aceptarlo ya que ella es del PP, (anteriormente Wyoming estaba enamorado de Thais, pero ella le ignoraba, hasta la temporada 09/10 donde Thais se volvió del PP, impidiendo estar a Wyoming con ella, ya que él es del PSOE), pero terminó rindiéndose ante las insinuaciones de ella, y a partir de ese momento se consideran novios y normalmente muestran su "amor" hacia el público, aunque más de una vez han tenido una disputa. Poco a poco este gag ha ido desapareciendo y actualmente no se hace ninguna referencia a él.
- Concurso de chistes fáciles: con frecuencia, El Gran Wyoming presentaba esta sección en la que todos los colaboradores hacían chistes fáciles sobre alguna noticia. Este gag siempre acababa con el chiste contado por Beatriz Montañez, del cual no se reía nadie.

## Audiencia
El intermedio es uno de los programas más vistos de La Sexta.
Su récord histórico de espectadores, corresponde a la emisión del lunes, 25 de mayo de 2015, el día después de las elecciones municipales y con la visita de la candidata a la alcaldía de Madrid, Manuela Carmena, con 3.291.000 espectadores y un 17,4% de cuota de audiencia. Mientras que el récord histórico de cuota de audiencia se registró en el programa del día siguiente, con un 17,6% de cuota de pantalla.

### Audiencia media de todas las temporadas
- Negrita: temporada más vista.

| Temporada | Estreno                  | Final               | Audiencia media | Audiencia media |
| Temporada | Estreno                  | Final               | Espectadores    | Cuota           |
| --------- | ------------------------ | ------------------- | --------------- | --------------- |
| Semanal   | 30 de marzo de 2006      | 30 de mayo de 2006  | 67 000          | 0,7%            |
| 1.ª       | 11 de septiembre de 2006 | 28 de junio de 2007 | 609 000         | 4,1%            |
| 2.ª       | 17 de septiembre de 2007 | 10 de julio de 2008 | 992 000         | 5,9%            |
| 3.ª       | 8 de septiembre de 2008  | 7 de julio de 2009  | 947 000         | 5,8%            |
| 4.ª       | 31 de agosto de 2009     | 8 de julio de 2010  | 1 097 000       | 6,0%            |
| 5.ª       | 1 de septiembre de 2010  | 30 de junio de 2011 | 1 133 000       | 6,1%            |
| 6.ª       | 29 de agosto de 2011     | 28 de junio de 2012 | 1 166 000       | 6,1%            |
| 7.ª       | 3 de septiembre de 2012  | 27 de junio de 2013 | 1 892 000       | 9,8%            |
| 8.ª       | 2 de septiembre de 2013  | 26 de junio de 2014 | 2 202 000       | 11,5%           |
| 9.ª       | 1 de septiembre de 2014  | 2 de julio de 2015  | 2 398 000       | 12,8%           |
| 10.ª      | 7 de septiembre de 2015  | 30 de junio de 2016 | 2 197 000       | 11,8%           |
| 11.ª      | 5 de septiembre de 2016  | 29 de junio de 2017 | 1 828 000       | 10,1%           |
| 12.ª      | 4 de septiembre de 2017  | 28 de junio de 2018 | 1 912 000       | 10,3%           |
| 13.ª      | 3 de septiembre de 2018  | 27 de junio de 2019 | 1 641 000       | 9,3%            |
| 14.ª      | 2 de septiembre de 2019  | 2 de julio de 2020  | 1 598 000       | 8,5%            |
| 15.ª      | 7 de septiembre de 2020  | 1 de julio de 2021  | 1 403 000       | 8,3%            |
| 16.ª      | 6 de septiembre de 2021  | 30 de junio de 2022 | 1 280 000       | 7,9%            |
| 17.ª      | 5 de septiembre de 2022  | 24 de julio de 2023 | 1 094 000       | 7,2%            |
| 18.ª      | 4 de septiembre de 2023  | 27 de junio de 2024 |                 | 7,5%            |
| 19.ª      | 2 de septiembre de 2024  | 2 de julio de 2025  | 834 000         | 6,3%            |
| 20.ª      | 1 de septiembre de 2025  |                     |                 |                 |

## Premios y nominaciones
| Año                                                                              | Categoría                                                                                        | Dirigido a                                                                                       | Resultado                        |
| TP de Oro (Revista Teleprograma)                                                 | TP de Oro (Revista Teleprograma)                                                                 | TP de Oro (Revista Teleprograma)                                                                 | TP de Oro (Revista Teleprograma) |
| -------------------------------------------------------------------------------- | ------------------------------------------------------------------------------------------------ | ------------------------------------------------------------------------------------------------ | -------------------------------- |
| 2006                                                                             | Mejor Presentador de Variedades y Espectáculos                                                   | El Gran Wyoming                                                                                  | Nominado                         |
| 2006                                                                             | Mejor Programa de Actualidad y Reportajes                                                        | Mejor Programa de Actualidad y Reportajes                                                        | Nominado                         |
| 2007                                                                             | Mejor Programa de Actualidad y Reportajes                                                        | Mejor Programa de Actualidad y Reportajes                                                        | Nominado                         |
| 2008                                                                             | Mejor Programa de Actualidad y Reportajes                                                        | Mejor Programa de Actualidad y Reportajes                                                        | Nominado                         |
| Premios Iris (Academia de Televisión y de las Ciencias y Artes del Audiovisual)  |                                                                                                  |                                                                                                  |                                  |
| 2007                                                                             | Mejor Presentación de Programas de Entretenimiento                                               | El Gran Wyoming                                                                                  | Nominado                         |
| 2008                                                                             | Mejor Presentación de Programas de Entretenimiento                                               | El Gran Wyoming                                                                                  | Ganador                          |
| 2009                                                                             | Mejor Presentación de Programas de Entretenimiento                                               | El Gran Wyoming                                                                                  | Nominado                         |
| 2009                                                                             | Mejor Programa de Entretenimiento                                                                | Mejor Programa de Entretenimiento                                                                | Nominado                         |
| 2010                                                                             | Mejor Presentación de Programas de Entretenimiento                                               | El Gran Wyoming                                                                                  | Nominado                         |
| 2010                                                                             | Mejor Programa de Actualidad                                                                     | Mejor Programa de Actualidad                                                                     | Nominado                         |
| 2011                                                                             | Mejor Dirección                                                                                  | Mejor Dirección                                                                                  | Nominado                         |
| 2011                                                                             | Mejor Programa de Entretenimiento                                                                | Mejor Programa de Entretenimiento                                                                | Ganador                          |
| 2011                                                                             | Mejor Presentador/a de Programas                                                                 | El Gran Wyoming                                                                                  | Ganador                          |
| 2012                                                                             | Mejor Guion                                                                                      | Mejor Guion                                                                                      | Ganador                          |
| 2012                                                                             | Mejor Presentador/a de Entretenimiento                                                           | El Gran Wyoming                                                                                  | Ganador                          |
| 2013                                                                             | Mejor Guion                                                                                      | Mejor Guion                                                                                      | Ganador                          |
| 2013                                                                             | Mejor Presentador/a de Entretenimiento                                                           | El Gran Wyoming                                                                                  | Ganador                          |
| 2014                                                                             | Mejor Maquillaje, Peluquería y Caracterización                                                   | Mejor Maquillaje, Peluquería y Caracterización                                                   | Nominado                         |
| 2014                                                                             | Mejor Dirección                                                                                  | Mejor Dirección                                                                                  | Nominado                         |
| 2014                                                                             | Mejor Guion                                                                                      | Mejor Guion                                                                                      | Ganador                          |
| 2014                                                                             | Mejor Presentador/a de Entretenimiento                                                           | El Gran Wyoming                                                                                  | Ganador                          |
| 2014                                                                             | Mejor Programa de Entretenimiento                                                                | Mejor Programa de Entretenimiento                                                                | Ganador                          |
| 2021                                                                             | Mejor Guion                                                                                      | Mejor Guion                                                                                      | Nominado                         |
| 2023                                                                             | Mejor Dirección de Programas                                                                     | Carmen Aguilera                                                                                  | Ganadora                         |
| Premios Turia                                                                    |                                                                                                  |                                                                                                  |                                  |
| 2008                                                                             | Mejor Programa de Televisión                                                                     | Mejor Programa de Televisión                                                                     | Ganador                          |
| Premios Ondas (Prisa)                                                            |                                                                                                  |                                                                                                  |                                  |
| 2009                                                                             | Nacionales de Televisión: Mejor Programa Informativo (compartido con Informe Robinson de Canal+) | Nacionales de Televisión: Mejor Programa Informativo (compartido con Informe Robinson de Canal+) | Ganador                          |
| 2013                                                                             | Nacionales de Televisión: Mejor Presentador                                                      | El Gran Wyoming                                                                                  | Ganador                          |
| 2018                                                                             | Nacionales de Televisión: Mejor Presentadora                                                     | Sandra Sabatés                                                                                   | Ganadora                         |
| Premio Pluma (Federación Estatal de Lesbianas, Gays, Trans y Bisexuales)         |                                                                                                  |                                                                                                  |                                  |
| 2015                                                                             | Premio Pluma de Medios por su labor contra la intolerancia homófoba                              | El intermedio                                                                                    | Ganador                          |
| Premios Zapping (Asociación de Consumidores de Medios Audiovisuales de Cataluña) |                                                                                                  |                                                                                                  |                                  |
| 2017                                                                             | Mejor Programa de Entretenimiento / Concurso                                                     | Mejor Programa de Entretenimiento / Concurso                                                     | Ganador                          |
| Premios de la Unión de Actores y Actrices (Unión de Actores y Actrices)          |                                                                                                  |                                                                                                  |                                  |
| 2018                                                                             | Premio Especial Mujeres en Unión                                                                 | Sandra Sabatés por la sección Mujer tenía que ser                                                | Ganadora                         |

## Conflictos

### Con Intereconomía
A finales de enero de 2009, el programa Más se perdió en Cuba del canal Intereconomía, difundió un vídeo que posteriormente fue colgado en YouTube. En este vídeo, El Gran Wyoming supuestamente insultaba y vejaba a una becaria del programa durante los ensayos.
En realidad se trataba de una trabajadora del programa que interpretaba a una becaria y que era consciente de que los insultos que El Gran Wyoming le dirigía no eran reales sino que formaban parte del guion. En el programa del 2 de febrero, en la última parte de El intermedio y tras repasar con una selección de vídeos lo que se había dicho en Más se perdió en Cuba, El Gran Wyoming y Beatriz Montañez desvelaron el desenlace de lo que resultó ser una actuación para evidenciar lo que el presentador y su equipo consideraban una falta de profesionalidad de los responsables del programa emitido en el canal Intereconomía.[cita requerida]

### 13TV
En abril de 2014, la cadena eclesiástica 13TV, prohibió a El intermedio y a Zapeando, ambos programas de la productora Globomedia, emitir imágenes de dicha cadena debido a la mala publicidad que le daban ya que muchos de los zappings que ponían de la cadena eran utilizados como medio de mofa por parte de ambos programas.[cita requerida]

### Televisión Española
También en abril de 2014, El intermedio dejó de emitir imágenes de Televisión Española en su programa, cuando antes nunca faltaban en secuencias de zapeo o de vídeos manipulados. Ello se debe a que, aunque no tiene la prohibición de emitirlas, a partir de ese momento solo puede usarlas de nuevo tras un acuerdo entre Globomedia y la cadena pública, que cobrará por este servicio. No en vano, TVE hacía tiempo que se quejaba del abuso que de sus imágenes llenaban algunos programas de televisión, de ahí que haya establecido que se pague por su utilización. Como El intermedio es un programa de discreto presupuesto, no se puede permitir el pagar por los zappings que emite por lo que ya no se ven imágenes de TVE.[cita requerida]

### Hermann Tertsch
En diciembre de 2009, el periodista Hermann Tertsch, demandó a Wyoming tras haberse emitido un videomontaje satírico en El intermedio, en el que Tertsch se autodefinía como asesino a raíz de unas declaraciones suyas. Pocos días después, Hermann Tertsch fue agredido en un bar de Madrid por un desconocido que le rompió varias costillas. Parte de la prensa conservadora y varios políticos como Esperanza Aguirre relacionaron esta agresión con las sátiras de Wyoming.
Debido a esto, Telemadrid prohibió a La Sexta usar sus imágenes en sus programas. Sin embargo, Esperanza Aguirre se reafirmó en sus palabras a pesar de que Ramón Narváez fue detenido como presunto autor de la agresión, quedando, por tanto, descartada la hipótesis del móvil político de la agresión.

### Dani Mateo, imputado por sonarse la nariz con la bandera de España
En noviembre de 2018, Dani Mateo fue imputado por un sketch en el que se sonaba la nariz con la bandera de España. La imputación por parte de un juez fue por los delitos de ofensa o ultraje a símbolos de España. Posteriormente, tanto Mateo como El Gran Wyoming se disculparon durante el programa por el sketch. Esta ha sido una de las varias ocasiones en las que en España se ha debatido sobre los límites del humor y acerca de si un cómico o humorista puede ser juzgado por el contenido de un chiste, sea de mejor o peor gusto.